# 圣法尔若
圣法尔若（法語：Saint-Fargeau，法語發音：[sɛ̃ faʁʒo]）是法国勃艮第-弗朗什-孔泰大区约讷省的一个市镇，位于该省西部，属于欧塞尔区。

## 地理
圣法尔若（47°38'27"N, 3°4'17"E）面积67.2 平方千米，位于法国勃艮第-弗朗什-孔泰大區约讷省，该省份为法国中北部内陆省份，西接卢瓦雷省，西北接塞纳-马恩省，南至涅夫勒省，东临科多尔省，东北与奥布省接壤。
与圣法尔若接壤的市镇（或旧市镇、城区）包括：龙谢尔、皮赛地区圣阿芒、拉沃、梅济耶、皮赛地区穆捷、圣马丹德尚、圣普里韦、皮赛地区塔内尔、热内新城。

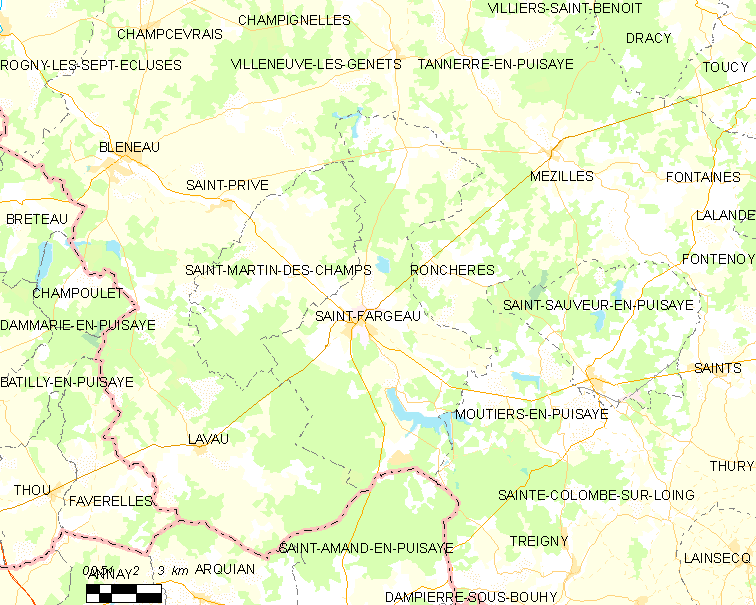
圣法尔若的OSM定位图

圣法尔若的时区为UTC+01:00、UTC+02:00（夏令时）。

## 行政
圣法尔若的邮政编码为89170，INSEE市镇编码为89344。

## 政治
圣法尔若所属的省级选区为皮赛中心县。

## 人口

1962-2008年间圣法尔若人口变化图示

圣法尔若于2022年1月1日时的人口数量为1466人。